# Eugène Gaillard
Eugène Gaillard, född 1862 i Paris, död 1933 i Paris, var en  fransk arkitekt och formgivare.
Gaillard formgav tillsammans med Georges de Feure och Edward Colonna paviljongen L'art Nouveau på världsutställningen i Paris 1900. Liksom många andra jugendkonstnärer var Gaillard inspirerad av naturen, men Gaillard substituerade de naturalistiska motiven med egna mönster i samma anda som Arts and Crafts. 